# 草根香穆賽介
草根香穆賽介（学名：Munseyella inulia）为真花介科穆賽介屬下的一个种。